# Joris Mathijsen
Joris Mathijsen (Goirle, 1980. április 5. –) holland labdarúgó, jelenleg szabadúszó (klub nélküli) játékos. Barátnője Cristel, fia Jens-Jorisod.

## Pályafutása

### Fiatal évei
Mathijsen karrierjét a Goirle városi SV VOAB football-csapatnál kezdte, miután fiatalon megnézte barátja egyik edzését. Kilencéves korábban a Willem II csapatába igazolt.

### Willem II
1999. február 27-én debütált a nagy csapatban egy FC Utrecht elleni mérkőzésen. Hat éven keresztül volt tagja a klubnak.

### AZ Alkmaar
Nem sikerült maradandót alkotnia, sérülések is hátráltatták.

### Hamburger SV
2007. október 20-án debütált a Stuttgart ellen. Érkezésével összeállt a csapatnál a holland trió, Rafael van der Vaart és Nigel de Jong mellé érkezett Mathijsen
2008 novemberében szerződést hosszabbítót 2012. nyaráig.

### Málaga
2011. június közepén kétéves szerződést írt alá a spanyol La Ligában szereplő Málaga CF-hez.

## Válogatott
2004. november 17-én debütált a holland válogatottban Andorra ellen, ekkor Hollandia 3-0-ra nyert.
Ezután igen erős hátvéd lett, bal lába miatt inkább a bal szélre tették. Részt vett a svájci-osztrák rendezésű 2008-as Európa Bajnokságon is a holland válogatottal. 2012.-ben bejelentette a válogatottból való visszavonulását.

## Külső hivatkozások
- Profilja a footballdatabase.com-on